# Телефон

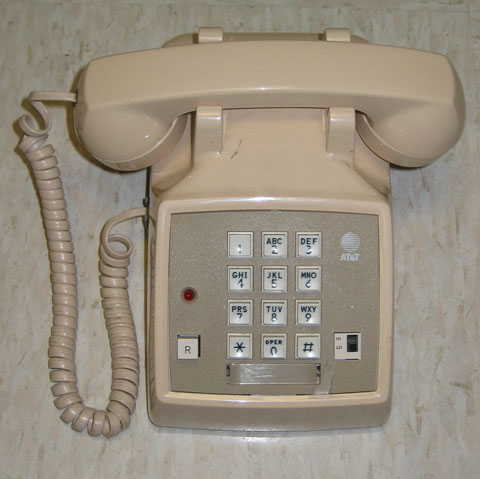
Кнопковий стаціонарний телефон
1970-х років

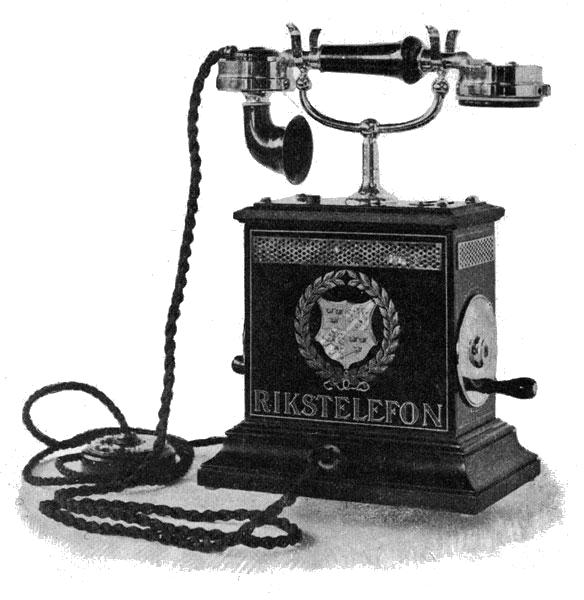
Шведський телефон
1896-го року

Телефо́н (від дав.-гр. τῆλε «далеко» + φωνή «голос», «звук») — вид технічного електрозв'язку, що дає змогу передавати і приймати мовлення на відстань за допомогою електричних сигналів, дротів або радіосигналів.

## Історія
Винайдення телефону є результатом праці багатьох людей і його авторство не можна приписати одній конкретній особі (як у випадку, наприклад, з фотографією або кінематографом).

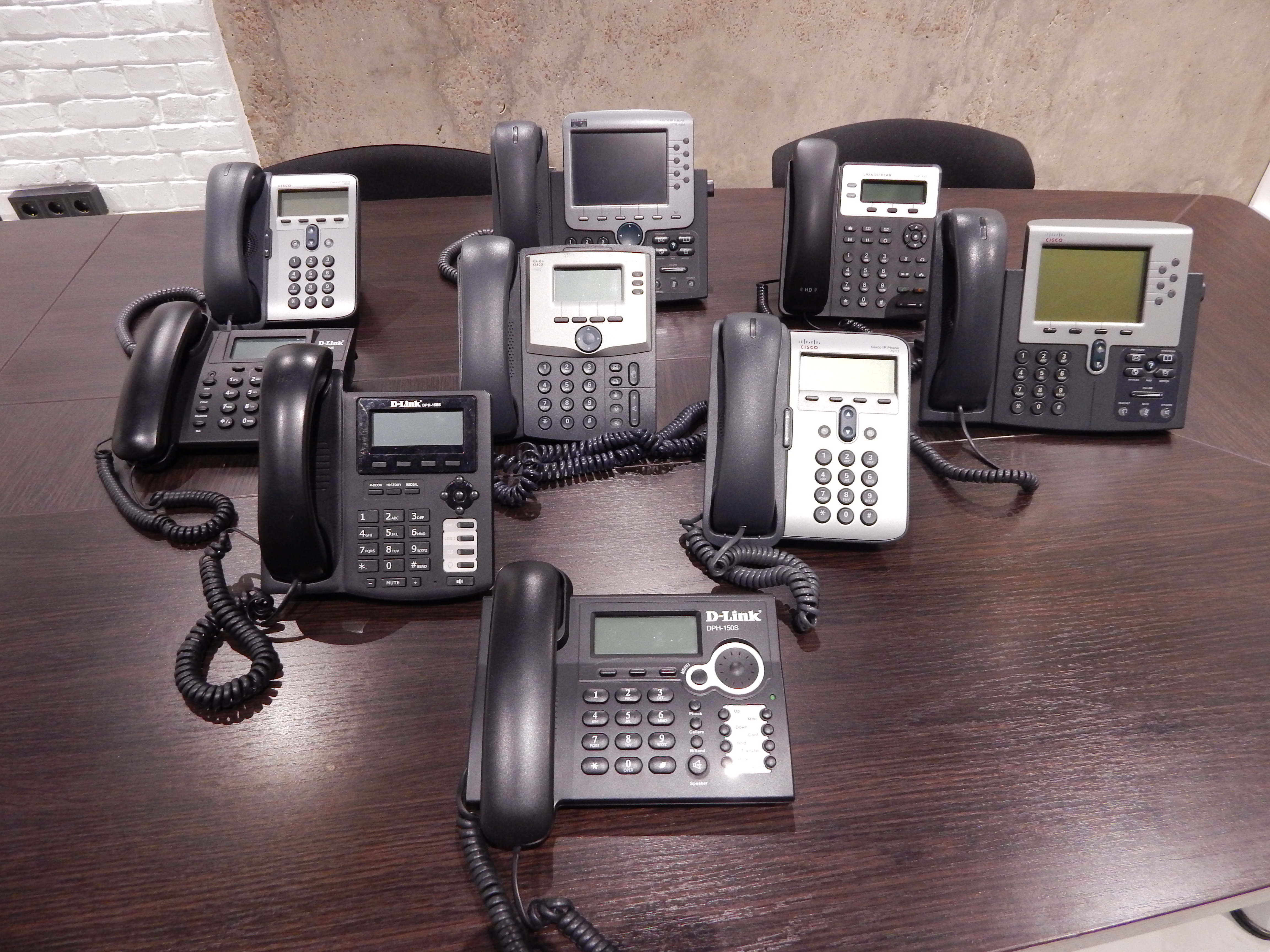
IP-телефони

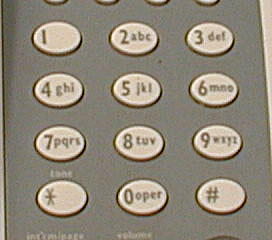
Панель набору кнопкового телефону

Перший прототип сучасного телефону був запатентований у 1876 році американським винахідником Александером Беллом. Трубка Белла служила почергово для передавання й для приймання звуку. Вона не мала дзвінка, а виклик абонента відбувався через трубку за допомогою свистка. Дальність дії такого приладу не перевищувала 500 метрів. На першість у винаході телефону, окрім Белла, претендувало близько трьох десятків вчених, серед яких були МакДоноут, Едісон, Грей, Долбір, Блейк, Ірвін і Фелькер. Це призвело до виникнення низки судових процесів у США, які лише підтвердили колективність винаходу, визнавши за різними винахідниками першість за окремими пунктами.
У 1877 році винахідник Ваден використав для виклику абоненту телеграфний ключ, який замикав коло дзвінка. Того ж року німецька компанія «Сіменс і Гальске» почала виготовляти телефонні апарати з двома телефонними трубками — одна для прийому, інша — для передачі звуків.
Томас Едісон винайшов вугільний мікрофон, який майже без змін використовувався до 2000-х років.
Історія подальшого розвитку телефону складається з винаходу електричного мікрофону, який прийшов на заміну вугільному, гучномовного зв'язку, тонового набору, цифрового стискання звуку, нових телекомунікаційних технологій (IP-телефонію, ISDN, DSL, стільниковий зв'язок, DECT).

### Неелектричні «телефони»
Загалом телефон — це будь-який пристрій, що має здатність передавати звук на велику відстань. Найперші телефони були механічними приладами, що базувалися на передаванні звуку, використовуючи повітря або інші фізичні засоби, на відміну від електричних приладів, що базуються на електромагнітних сигналах.
Згідно з листом у Peking Gazette, у 968 китайський винахідник Кунг-Фу-Вінг винайшов thumtsein, який імовірно передавав мову через труби.[джерело?] Розмови через труби використовуються й сьогодні.
Мотузковий телефон був також відомий століттями. У ньому дві діафрагми, зв'язані мотузкою або дротом, передають звук з одного кінця до іншого через вібрації мотузки, а не через електричний струм.

### Електромагнітні передавачі

#### Антоніо Меуччі
За деякими версіями, телефон винайшов у 1860 році Антоніо Меуччі, який називав його телетрофоном.
Незважаючи на публічну заяву тогочасного Державного Секретаря США про те, що «існують необхідні докази, щоб надати пріоритет у винаході телефона Меуччі, а не Беллу» та не зважаючи на той факт, що Сполучені Штати ініціювали звинувачення у шахрайстві проти патента Белла, розгляд справи у суді переносився на наступний рік, знову і знову, аж до самої смерті Меуччі у 1896. Потім справу було закрито.
Перша американська демонстрація винаходу Меуччі відбулася у 1860, про яку існує стаття, видана у Нью-Йоркській італійськомовній газеті. Меуччі винайшов поєднаний електромагнітний передавач та одержувач, де рух діафрагми модулював сигнал у котушці, переміщуючи електромагніт. Прилад передавав звук з високою точністю, але з дуже слабким сигналом. Проте серйозні опіки, погане знання англійської мови та невеликі здатності до бізнесу призвели до того, що Меуччі не зміг розвинути свої винаходи у комерційну сферу в США. Меуччі демонстрував деякі свої інструменти у 1849 році у Гавані (Куба) але свідки не змогли чітко сказати, чи то був електричний телефон або просто варіант телефону, що використовує вібрацію дротів для передачі звуків.
Меуччі було визнано першим винахідником телефону Конгресом США, 269 резолюцією, що датована 11 червня 2002.

#### Шарль Бурсей
У 1854 році у журналі «L'Illustration de Paris» Шарль Бурсей (Charles Bourseul), французький телеграфіст, опублікував план передачі звуків та навіть мови електрикою.
Припустимо, пояснював він, що людина говорить поблизу чутливого диска, який не втратить жодного коливання голосу; цей диск почергово встановлює та роз'єднує струм з батареї: також на деякій відстані може розташовуватись інший диск, який буде одночасно виконувати такі ж вібрації… Певно, у близькому чи далекому майбутньому, мова буде передаватись електрикою. Я робив експерименти у цьому напрямі; вони делікатні та вимагають часу та терплячості, але ця справа обіцяє дати сприятливий результат.

#### Йоганн Філіп Райс
У 1860 році Йоганн Філіп Райс виготовив прилад, який міг передавати музичні тони, і навіть слово чи два пошепки. Передавач Райса був передавачем типу натисни-відпусти. Тобто, голка, прикладена до діафрагми натискалась, та відпускалась, коли звук проходив через діафрагму. Ця натисни-відпусти сигналізація дозволяла передавати тони, та деякі голосні, проте через те, що воно не ішло за аналоговою формою звукової хвилі (контакт був винятково цифровим, тільки два значення) вона, сигналізація, не могла передати приголосні або складні звуки. Передавач був дуже складним у використанні тому, що позиція голки та контакту відносно оператора були критичними. Це можливо назвати «телефоном», оскільки прилад дозволяв передавати звуки на відстані, але це не телефон у сучасному розумінні, через те, що він не міг передавати точну копію звуків. Винахід Райса відоміший як «музичний телефон».

#### Кромвел Варлі
Десь у 1870 році пан Кромвел Флітвуд Варлі (Cromwell Fleetwood Varley), відомий англійський електрик, запатентував декілька варіантів аудіотелеграфу, що базувався на ідеях Райса. Він ніколи не виготовляв та не планував пристрій, який би міг передавати мову, тільки чисті звуки.

#### Пол ла Кур
Приблизно у 1874 році Пол ла Кур (Poul la Cour), данський винахідник, експериментував з аудіо телеграфами на телеграфній лінії між Копенгагеном та Фредерісією у Ютландії. Вібруючий камертон переривав струм, який, після проходження лінією, проходив крізь електромагніт, та притягував кінці камертона, змушуючи той грати ту ж ноту, що й перший камертон.
І знову, винахід ла Кура не міг передавати мову, тільки чисті тони.

#### Еліша Ґрей
П. Еліша Ґрей (Elisha Gray) з Чикаго також винайшов тоновий телеграф, схожий на той, що винайшов пан ла Кур. У цьому приладі вібруючий сталевий дріт перериває струм, який на іншому кінці проходить через електромагніт та змушує вібрувати сталевий дріт, розташований у полюсів електромагніта. 'Гармонійний телеграф' Ґрея з вібруючими дротами використовувався телеграфною компанією «Вестерн Юніон Телеґраф» (Western Union Telegraph Company). Через те, що більше ніж один набір вібрацій, а значить і більше ніж одна нота може бути передана через ту саму лінію одночасно, гармонійний телеграф може бути класифікований як 'мультиплексний' телеграф, який здатен передавати декілька повідомлень через одну лінію за раз. Ці повідомлення можуть бути прочитані оператором або записані.
Гармонійний телеграф Ґрея йде шляхом Рейса та Бурсея — в основу покладено принцип переривання електричного струму вібруючим контактом. Ґрей розумів недолік точності такого приладу та аргументував, що, якщо струм був розташований ближче до моделі, буде можливо досягнути більшої точності. Ґрей збудував та запатентував рідинний мікрофон, де голка розташовувалась у контакті з рідким провідником і, коли діафрагма вібрувала, голка занурювалась у рідину більше-менше, що завершувалось більшим-меншим проходженням струму в рідину. Белл використовував рідинний мікрофон для багатьох своїх публічних демонстрацій. Рідинний передавач мав проблему, що хвилі сформовані на поверхні призводили до перешкод.

### Вугільно-зернистий мікрофон

#### Томас Едісон
Томас Алва Едісон зробив наступний крок у розвитку точності телефонів зі своїм винаходом вугільно-зернистого мікрофона. Він дізнався, що електричний опір порошку вугілля, затиснутого між двома металевими пластинами, змінюється з тиском, тобто зернини могли змінювати свій опір, коли пластини рухались у відповідь на звукові хвилі, та відтворювати звук з високою точністю, без проблем рідинного передавача. Цей тип мікрофона залишався стандартом до 1980-тих, та використовується і досі.

### Винахід Белла
Александер Грем Белл здебільшого — проте помилково (див. вище) — вважається першим винахідником телефону. Класична історія про те, як він кричав: «Ватсон, ходіть сюди! Ти мені потрібен!» — по-простому міф, популяризований на Заході.

#### Підготовка Белла
Як професор в Бостонському університеті, Белл займався підготовкою учителів для глухих та експериментував автофонографом із Леоном Скоттом у галузі запису вібрацій вимови. Цей прилад складається з тонкої мембрани, яка вібрувалась голосом та несе легку голку, що малює на пластині закопченого скла хвилеподібну лінію, — та завдяки вібрації мембрани графічно відображує рух звукових хвиль у повітрі.
Дослідження у галузі вокальної фізіології підготували Белла для роботи зі звуком та електрикою. У 1874 році працював він з музичним телеграфом, в якому за схемою «натисни-відпусти» використовував вібруючий сталевий язичок для переривання струму — який, із черги, змушував вібрувати одержувача, що складався з електромагніта, котрий змушував сталевий язичок на іншому кінці вібрувати, так само як, це зробили Бурсей, Рейс та Ґрей. Одного дня з'ясувалось, що язичок не реагував на переривчастий струм, — і Белл, припускаючи, що язичок забився у полюсів магніту, забажав, щоб асистент Ватсон, який був на іншому кінці лінії, посмикав за язичок. Асистент зробив як йому і було велено, — та на власне здивування Белл спостеріг, як подібний язичок на його кінці лінії почав вібрувати та випускати ті ж ноти, дарма що між ними не було переривчастого струму на лінії: подальші експерименти довели, що язичок вібрував завдяки електромагнітному струму, викликаного рухом віддаленим на лінії язичка біля магніту. Саме це відкриття привело Белла до відмови від струму з батареї — та цілковитим переходом на струм із магнітної індукції язичків. В підсумку стало зрозумілим що, через те, що струм ніколи не розбивається, усі складні вібрації мови можна конвертувати в струм, який, у свою чергу, міг відтворювати мову на великих дистанціях.
Белл з асистентом Ватсоном дізнався, що рух язичка у магнітному полі здатний передавати модуляції звуку. Праця за аналогією з автофонографом, Белл створив одержувач, який складався з протяглої діафрагми або з нагнутої шкіри золотобіта з арматурою намагніченого заліза приєднаного до середини, та вібрував перед полюсом електромагніта на струмі з лінії.

#### Успіх Белла
Прилад був готовий 2 червня 1875 року, і того самого дня йому вдалося передати звуки та аудіо сигнали електромагнітним струмом та без використання батареї. 1 липня 1875 він інструктував свого асистента, як створити другий мембранний одержувач, який можна було б використати з першим, і через декілька днів вони були зв'язані один з одним, на кінцях лінії, яка йшла з кімнати винахідника в «Бостоні до підвалу внизу. Белл, у кімнаті, тримав один інструмент у руках, у той час, як Ватсон у підвалі слухав інший. Винахідник спитав, Ти розумієш, що я кажу?» і ми можемо тільки уявляти його задоволення, коли Ватсон вбіг у кімнату та, схвильований, сказав «Так.» Проте, перший успішний двосторонній телефонний дзвінок Белл не зробив до 10 березня 1876 року, коли Белл сказав у прилад «Ватсон, ходи сюди, Я хочу тебе бачити.» Та Ватсон відповів. «Так», у 1875, Белл винайшов електро-магнітний передавач, який до нього винайшов Меуччі. Перший дзвінок на велику відстань було зроблено в 10 серпня 1876 Беллом з родинної ферми Брентфорд, Онтаріо асистентові, який знаходився у Парижі, Онтаріо, на відстані 16 км.
Потім він закінчив прилад, у якому передавач формувався подвійним електромагнітом, перед яким мембрана, витягнута на кільці, несла довгастий шмат м'якого заліза, закріпеного у середині. Мікрофон перед діафрагмою спрямовував звуки на неї, і так як вона вібрувала з ним, м'яка залізна арматура викликала відповідні струми у чарунці електромагніту. Ці струми після проходження лінії, опинялись у приймачі, який складався з трубчастого електромагніту, один кінець якого був частково закритий тонким диском з м'якого заліза, встановленого в одній точці на кінці труби. Цей одержувач був схожий на циліндричну металеву коробку з товстими стінками, з товстою залізною кришкою, закріплена до отвору одним гвинтом. Коли хвилеподібний струм проходив через котушку магніту, диск або кришка арматури починали вібрувати та давати звук.
Примітивний телефон був швидко покращений, подвійний електромагніт був замінений на один магніт-смугу з маленькою котушкою або бобіною дротів, які оточують один полюс, перед яким тонкий диск з феротипія закріплений у круговому мікрофоні та служить як з'єднані мембрана та арматура. Коли говорять у мікрофон, залізна діафрагма вібрує з голосом у магнітному полі полюса, і таким чином збуджує хвилеподібний струм у котушці, який, після подорожі дротом на віддалене місце, приймається таким самим приладом. При пересіканні котушки приймача, струм посилює або ослаблює магнетизм полюса, і таким чином змушує диск вібрувати та відтворювати імітацію голосу. Ці звуки тихі і можуть бути почуті лише, коли вухо знаходиться близько до мікрофона, проте вони розбірливі та виразні, та легко впізнати того, хто говорить.

#### Публічні демонстрації

##### Найраніша демонстрація телефону Белла
Прилад був представлений в Сторічній Виставці (Centennial Exhibition) у Філадельфії, у 1876, де він привернув на себе увагу бразильського імператора Педру II, та на зустрічі Британської Асоціації (British Association) у Глазго, восени того ж року, Сер Вільям Томсон розповів про існування винаходу європейській публіці. У описі його візиту Виставки, він сказав: «В Канадійському відділені я чув, бути чи не бути… ось у чому заковика». Через електричний дріт; проте, ставлячись з презирством до односкладових слів, електрична артикуляція піднялася на вищі висоти, та дала мені уривки з випадкових Нью-Йоркських газет «Місто Нью-Йорк», «Сенатор Мортон», «Сенат вирішив надрукувати додатково тисячу копій», «Американці в Лондоні вирішили святкувати Четверте Червня, що наближається!» Це все мої власні вуха чули, як кажуть мені з безпомилковою розбірливістю з круглої арматури диска іншого маленького електромагніта, такого самого, як я тримаю у руці.
Безсмертні слова Шекспіра, які вимовив маленький неодухотворений голос, дійсно викликали захоплення в палкого душею великого електрика.
Здивування, створене серед публіки цим винаходом, будуть пам'ятати. Крім одного або двох винахідників, ніхто навіть не мріяв про телеграф, який буде розмовляти. Уява запрацювала у людей, представляючи можливі сфери вжитку телефону. Так винахідливий журналіст передбачив час, коли друзі через океан зможуть шептатися один з одним під шум хвиль Атлантики. Зацікавленість, однак, не було повністю вгамована доки професор Белл, винахідник приладу, власноруч не продемонстрував його Британській публіці, та не отримав запальні оплески захоплених співвітчизників.

##### Пізніші публічні демонстрації
Пізніший варіант телефону, що базувався на рідинному передавачі Грея, був публічно представлений 4 травня 1877 на лекції, що давав професор Белл в Бостонському Музичному Холі. Ідучи до маленької телефонної коробки з приєднаними дротами, говориться у доповіді, пан Белл байдуже спитав, наче адресував своє питання комусь у сусідній кімнаті: — Пане Ватсон, ви готові? Пан Ватсон за п'ять миль звідси у Сомервіллі швидко позитивно відповів, та швидше було чути голос співаючи «Америка». […] Ідучи до іншого інструмента, з'єднаного дротом з Провіденс (Providence) сорок три милі звідси, пан Белл послухав трохи та сказав: «Сігнор Брігноллі, який допомагає мені на концерті у Музичному Холі в Провіденс, зараз заспіває для нас». Через мить інтонація голосу тенора підвищилась та впала, звук був слабким, іноді взагалі пропадав, а потім знову ставав чутним. Пізніше соло корнета, що грав у Сомервіллі, було дуже розбірливо чути. Ще пізніше пісня у трьох частинах прийшла проводом з кінцевої станції Сомервілля, та пан Белл розважив аудиторію, коли вигукнув: «Я буду вимикати пісню з однієї частини кімнати до іншої так, щоб усі могли чути». У наступній лекції у Салемі, Массачусетсі зв'язок був встановлений з Бостоном, на відстані вісімнадцяти миль, та пан Ватсон співав «Auld Lang Syne», «Прикрашений Зірками Прапор (The Star-Spangled Banner)», та "Вітайте Колумбію (Hail Columbia), " у той час як аудиторія в Салемі підспівувала хором.'

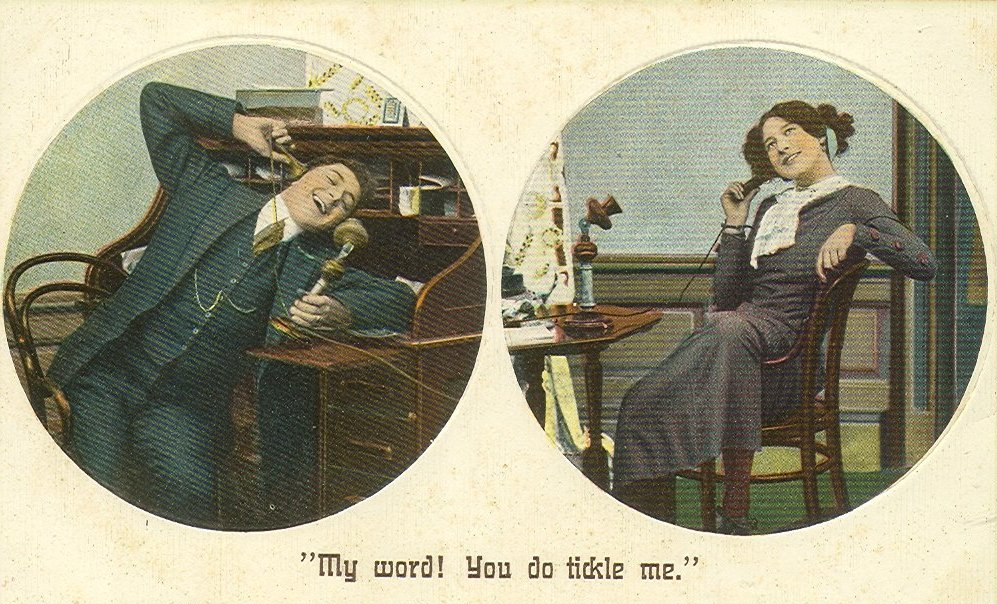
Розмова телефоном. 1910 рік

#### Резюме досягнень Белла
Белл прийняв у своїх приладах передавачі Грея та пізніше Едісона та пристосував комутатор, розроблений для телеграфії компанією Western Union. Було б неправильним применшувати внесок Белла у розвиток телефонії. Крім того, Белл досягнув успіху там, де інші не змогли, він зміг створити комерційну телефонну систему. Можна сказати, що Белл винайшов телефонну компанію.

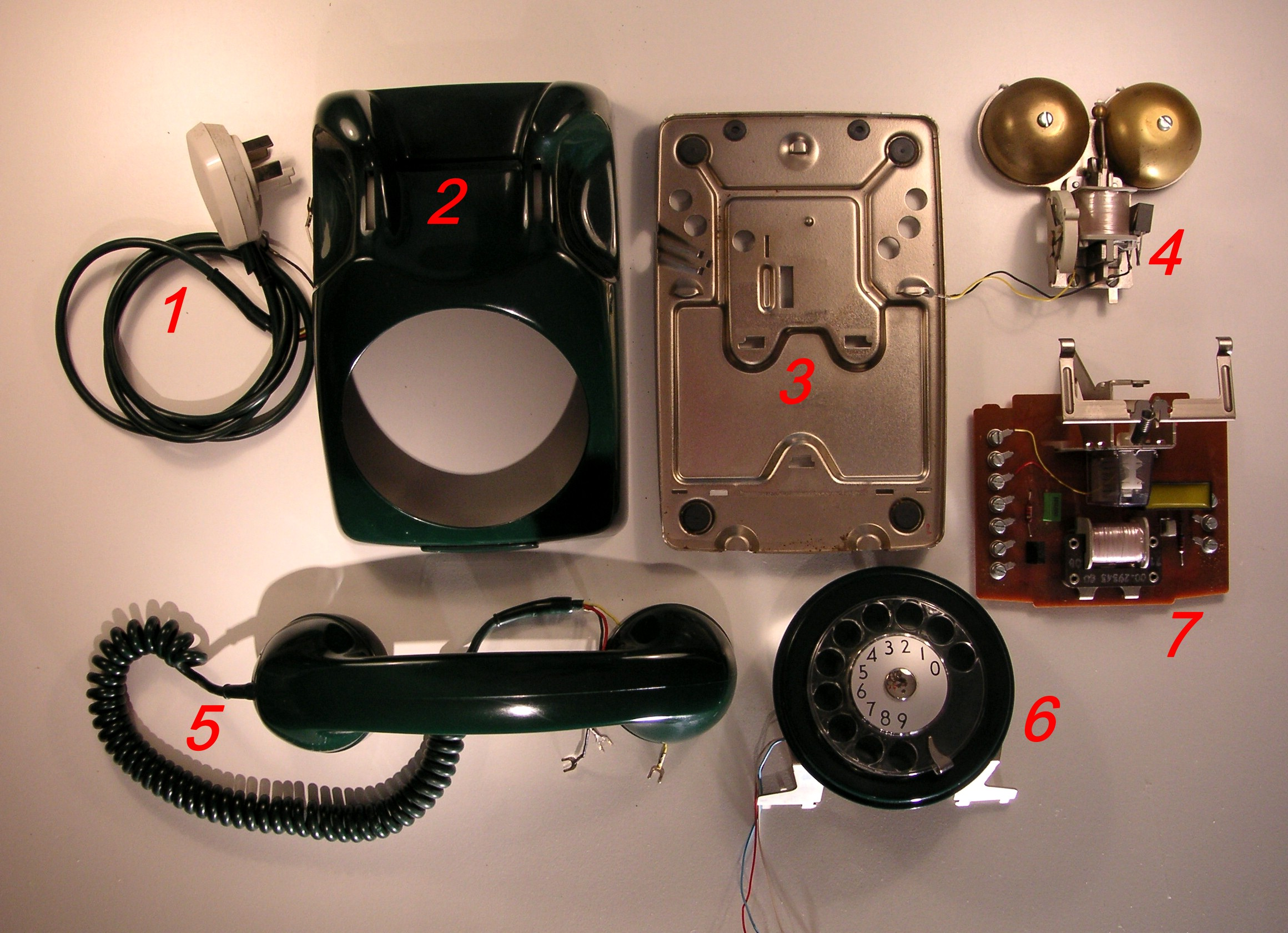
Будова телефону 1972 року

### Різне
Сучасна телефонна трубка з'явилася, коли шведський монтер прив'язав мікрофон та динамік до палиці, щоб тримати руки вільними.[джерело?] Складаний переносний телефон був навмисною копією вигаданих футуристичних комунікаторів з телевізійного серіалу Star Trek.[джерело?]
Історія додаткових винаходів та покращень електричного телефону включає в себе вугільний мікрофон (пізніше замінений на електричний мікрофон, який зараз використовується майже у всіх телефонних апаратах), ручний комутатор, дисковий набір, автоматичну телефонну станцію, комп'ютеризований телефонний перемикач, тоновий набір (DTMF), та оцифрування звуків, використовуючи різні методи кодування, такі як імпульсно-кодову модуляцію PCM (також використовується для .WAV-файлів та компакт-дисків).
Найновіші системи включають IP-телефонію, ISDN, DSL, стільникові телефони (мобільні телефони), бездротові телефони, та UMTS-системи, які дозволяють виконувати високошвидкісну пакетну передачу даних.
Телефонна індустрія поділяється на виробників обладнання та телефонних операторів. Компанії-оператори часто тримають національну монополію. У Сполучених Штатах компанія Bell System сильно зросла. Вона частково або повністю володіє компаніями, що надають телефонні послуги близько 80 % телефонів у державі та також володіє компанією Western Electric, яка виготовляє або закуповує усе обладнання, що використовується місцевими телефонними компаніями. компанія Bell System позбавляла себе місцевих телефонних компаній, щоб у 1984 році владнати антимонопольний позив проти себе з боку Міністерства юстиції США.
Перший трансатлантичний телефонний дзвінок з Нью-Йорка до Лондона було зроблено 7 січня 1927.

### Бездротові телефони

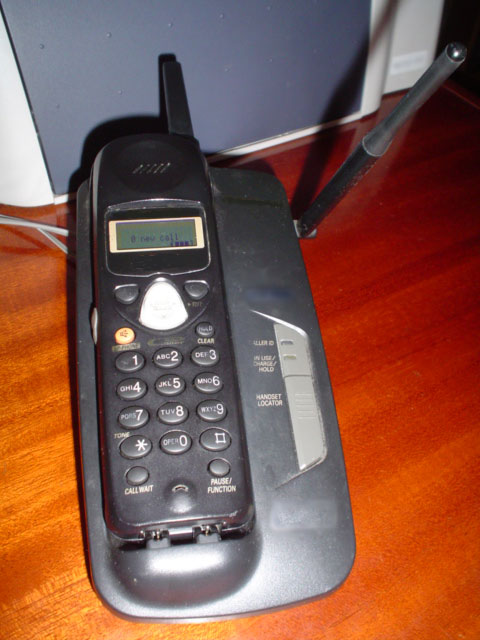
Бездротовий телефон (Радіотелефон)

Радіотелефон (бездротовий телефон) вперше був винайдений Тері Паллом у 1965, що складався з «бази», під'єднаної до телефонного кабелю, та зв'язаної за допомогою слабо-потужного радіо з віддаленою телефонною радіотрубкою. Це дозволяє використовувати трубку з будь-якого місця у зоні досяжності бази. Через те, що на передачу сигналів до трубки необхідна енергія, база під'єднана до електромережі. Такі телефони не функціонують без електрики.
Спочатку безпроводові телефони використовували частоту у 1.7 МГц для зв'язку між базою та трубкою. Через проблеми з якістю та зоною досяжності, такі телефони швидко були витиснені системами, що використовують частотну модуляцію на вищих частотах (49 МГц, 900 МГц, 2,4 ГГц, та 5,8 ГГц). Бездротові телефони, що працюють на частоті у 2,4 ГГц можуть конфліктувати з деякими протоколами бездротових локальних мереж (802.11b/g), через те, що вони використовують однакові частоти. Сучасні бездротові телефони звичайно працюють на декілька сотень метрів.

## Бездротові телефонні системи
Існують супутникові та мобільні (дивись нижче) системи.

### Нікола Тесла
На відкритті телефонної станції у місті Будапешт 1881 року Нікола Тесла став головним електриком телефонної компанії (інженером Югославського уряду першої державної телефонної системи). Там Тесла винайшов прилад, який він називав телефонним підсилювачем. Пристрій міг працювати як гучномовець. Цей винахід ніколи не патентувався та не демонструвався публічно. Зрештою, він використовувався для того, щоб виявляти сигнали у експериментах з бездротової передачі. Прилад, розроблений у цих експериментах, був попередником сучасних бездротових телефонів

### Мобільні телефони
Сучасні мобільні телефонні системи побудовані за принципом стільників. Радіо використовується, щоб зв'язуватись між трубкою та стільником. Коли трубка надто сильно віддаляється від стільника, комп'ютерна система дає команду найближчому до трубки стільнику встановити зв'язок з трубкою на іншому каналі без переривання дзвінка.
Сучасні мобільні телефони використовують стільникову систему через те, що радіочастоти — обмежений ресурс, який використовує багато абонентів. Стільники та трубки мають слабо потужний передавач так, щоб обмежена кількість радіочастот може використовуватись великим числом абонентів з меншою кількістю перешкод. Крім того батареї у трубках потребують меншої кількості енергії.

### Дротові стандарти
- RJ-11

### Бездротові стандарти
Існує багато стандартів для бездротової телефонії, які часто вступають у конфлікт один з одним:
- Перше покоління — Аналогові
  - морська та мобільна радіо телефонія
  - AMPS
    - CDPD на AMPS

  - NMT
- Супутникові системи — Цифрові
  - Inmarsat
  - Iridium (супутникове)
- Друге покоління (Також називається 2G — Цифрові
  - CDMA IS-95A
  - GSM, (різні частоти для різних континентів: дивися статтю про GSM)
  - iDEN
  - TDMA IS-136
- 2.5G
  - CDMA IS-95B
  - GPRS
  - EDGE
  - PDC-P
- Третє покоління (3G)
  - CDMA 2000
  - UMTS, також називається W-CDMA
  - TD-SCDMA
- Четверте покоління (4G)

## Виробники телефонного обладнання
Декілька виробників виготовляють телефони усіх типів. Ось деякі з них:
- Apple
- Alcatel
- Ericsson
- Huawei
- Kyocera
- Lucent
- Marconi
- Motorola
- Nokia
- Nortel Networks
- palmOne / Handspring
- Samsung
- Siemens AG
- Sony Ericsson

## Лабораторії, що досліджують телефонне обладнання
Однією з галузей досліджень лабораторії Bell Labs є дослідження телефонного обладнання.